# Danh sách nhà văn Hy Lạp cổ đại
Đây là danh sách các nhà văn Hy Lạp cổ đại có ảnh hưởng nhất (theo thứ tự bảng chữ cái):
1. Aeschines - Hùng biện
2. Aeschylus - Bi kịch
3. Aesop - Ngụ ngôn
4. Alcaeus xứ Mytilene - Thơ trữ tình
5. Alcman - Thơ trữ tình
6. Anacreon - Thơ trữ tình
7. Anaxagoras - Triết học
8. Anaximander - Triết học, Toán học
9. Anaximenes - Triết học, Toán học
10. Andocides - Hùng biện
11. Antiphon - Hùng biện
12. Apollodorus xứ Carystus - Trào phúng
13. Aristophanes - Trào phúng
14. Archimedes - Toán học, Địa lý
15. Aristotle - Triết học, Vật lý học, Sinh vật học
16. Aratus - Thơ ca, Thiên văn học
17. Arrian - Lịch sử
18. Athanasius xứ Alexandria - Thần học
19. Bacchylides - Thơ trữ tình
20. Chionides - Trào phúng
21. Chrysippus - Triết học
22. Claudius Ptolemy - Địa lý, Thiên văn học
23. Clement xứ Alexandria - Thần học, Triết học
24. Democritus - Triết học, Hoá học
25. Demosthenes - Hùng biện, Chính trị
26. Dinarchus - Hùng biện
27. Dinon - Lịch sử
28. Diodorus - Lịch sử
29. Diogenes Laërtius - Lịch sử của Triết học
30. Duris xứ Samos - Lịch sử
31. Epicurus - Triết học
32. Epimenides xứ Knossos - Triết học, Thơ ca triết lý
33. Eubulus (nhà thơ) - Trào phúng
34. Euclid xứ Megara - Toán học, Địa lý
35. Euripides - Bi kịch
36. Evagrius Ponticus - Thần học
37. Gorgias - Triết học
38. Hegemon xứ Thasos - Trào phúng
39. Heraclitus - Triết học
40. Herodotus xứ Halicarnassus - Lịch sử
41. Hesiod - Thơ ca sử thi
42. Hippocrates xứ Cos - Y học
43. Homer - Thơ ca sử thi
44. Hypereides - Hùng biện
45. Iamblichus - Triết học
46. Ibycus xứ Rhegium - thơ trữ tình
47. Irenaeus - Thần học, Triết học
48. Isaeus - Hùng biện, Văn tự ngữ tố
49. Isocrates - Hùng biện
50. Justin nhà tử đạo - Thần học, Triết học
51. Leucippus - Triết học, Trường phái nguyên tử
52. Lucian - Châm biếm, Tu từ
53. Luke nhà truyền giáo - Thần học, Y học, Lịch sử
54. Lycurgus xứ Athens - Hùng biện
55. Lysias - Văn tự ngữ tố, Hùng biện
56. Maximus người xưng tội - Thần học, Triết học
57. Menander - Trào phúng
58. Melissus xứ Samos - Triết học
59. Nicomachus xứ Gerasa - Toán học
60. Origen - Thần học, Triết học
61. Papias xứ Hierapolis - Thần học
62. Parmenides - Triết học
63. Pherecydes xứ Athens - Thần thoại, Văn tự ngữ tố
64. Philo xứ Alexandria - Thần học, Triết học
65. Pindar - Thơ ca trữ tình
66. Plato - Triết học
67. Plutarch - Lịch sử, Biography, Triết học
68. Posidippus (nhà thơ trào lộng) - Trào phúng
69. Protagoras - Triết học
70. Sappho xứ Lesbos - thơ trữ tình
71. Simonides - thơ trữ tình
72. Solon - Chính trị, Triết học
73. Sophocles - Bi kịch
74. Stesichorus - thơ trữ tình
75. Strattis - Trào phúng
76. Thales xứ Miletus - Triết học, Toán học, Thiên văn học, Vật lý học
77. Theocritus - Thơ ca Bucolic
78. Theognis xứ Megara - thơ trữ tình
79. Theopompus - Lịch sử
80. Thucydides - Lịch sử
81. Xenarchus xứ Seleucia - Triết học, Bác ngữ học
82. Xenophanes- Triết học, Thần học
83. Xenophon - Lịch sử
84. Zeno xứ Citium - Triết học
85. Zeno xứ Elea - Triết học